# Donnemarie (Haute-Marne)
Pour les articles homonymes, voir Donnemarie.
Donnemarie est une ancienne commune française du département de la Haute-Marne en région Grand Est. Elle est associée à la commune de Nogent depuis 1972.

## Géographie
Situé sur la rive droite du Rognon, le village est traversé par la route D146.

## Histoire
En 1789, ce village fait partie de la province de Champagne dans le bailliage de Chaumont, la prévôté de Nogent et la châtellenie d'Is-en-Bassigny.
Le 1er juin 1972, la commune de Donnemarie est rattachée sous le régime de la fusion-association à celle de Nogent-en-Bassigny qui devient Nogent. 

## Politique et administration
| Période                                  | Période  | Identité      | Étiquette | Qualité |
| ---------------------------------------- | -------- | ------------- | --------- | ------- |
|                                          | En cours | Michel Robert |           |         |
| Les données manquantes sont à compléter. |          |               |           |         |

## Démographie
| 1793 | 1800 | 1806 | 1821 | 1831 | 1836 | 1841 | 1846 | 1851 |
| ---- | ---- | ---- | ---- | ---- | ---- | ---- | ---- | ---- |
| 268  | 243  | 236  | 263  | 332  | 311  | 346  | 354  | 322  |

| 1861 | 1872 | 1876 | 1881 | 1886 | 1891 | 1896 | 1901 | 1906 |
| ---- | ---- | ---- | ---- | ---- | ---- | ---- | ---- | ---- |
| 342  | 294  | 284  | 269  | 263  | 254  | 219  | 203  | 185  |

| 1911 | 1921 | 1926 | 1931 | 1936 | 1946 | 1954 | 1962 | 1968 |
| ---- | ---- | ---- | ---- | ---- | ---- | ---- | ---- | ---- |
| 184  | 156  | 160  | 140  | 148  | 123  | 128  | 119  | 126  |

## Lieux et monuments
- L'église Notre-Dame-en-sa-Nativité, construite au XIXe siècle
- Le monument aux Morts

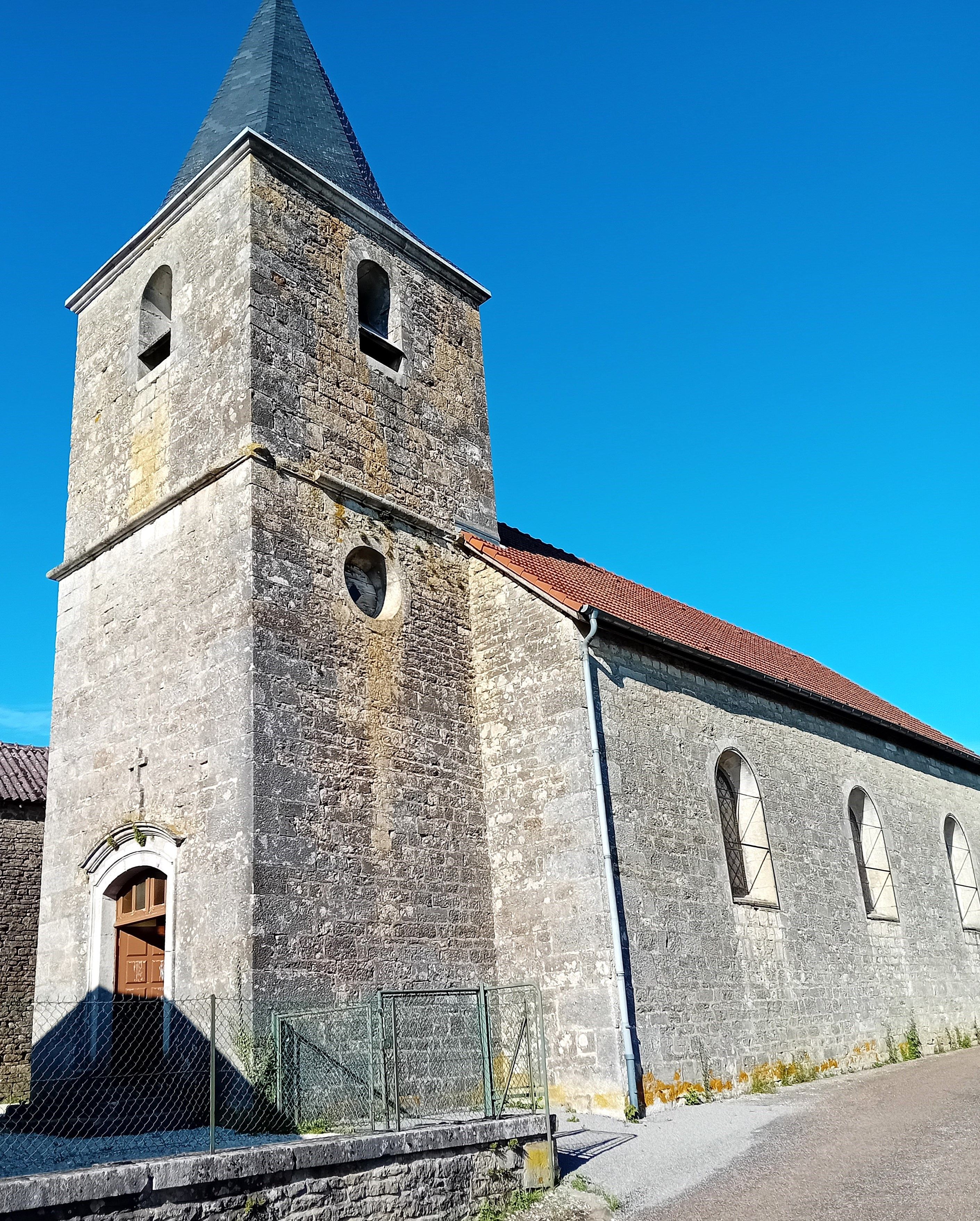
L'église Notre-Dame-en-sa-Nativité
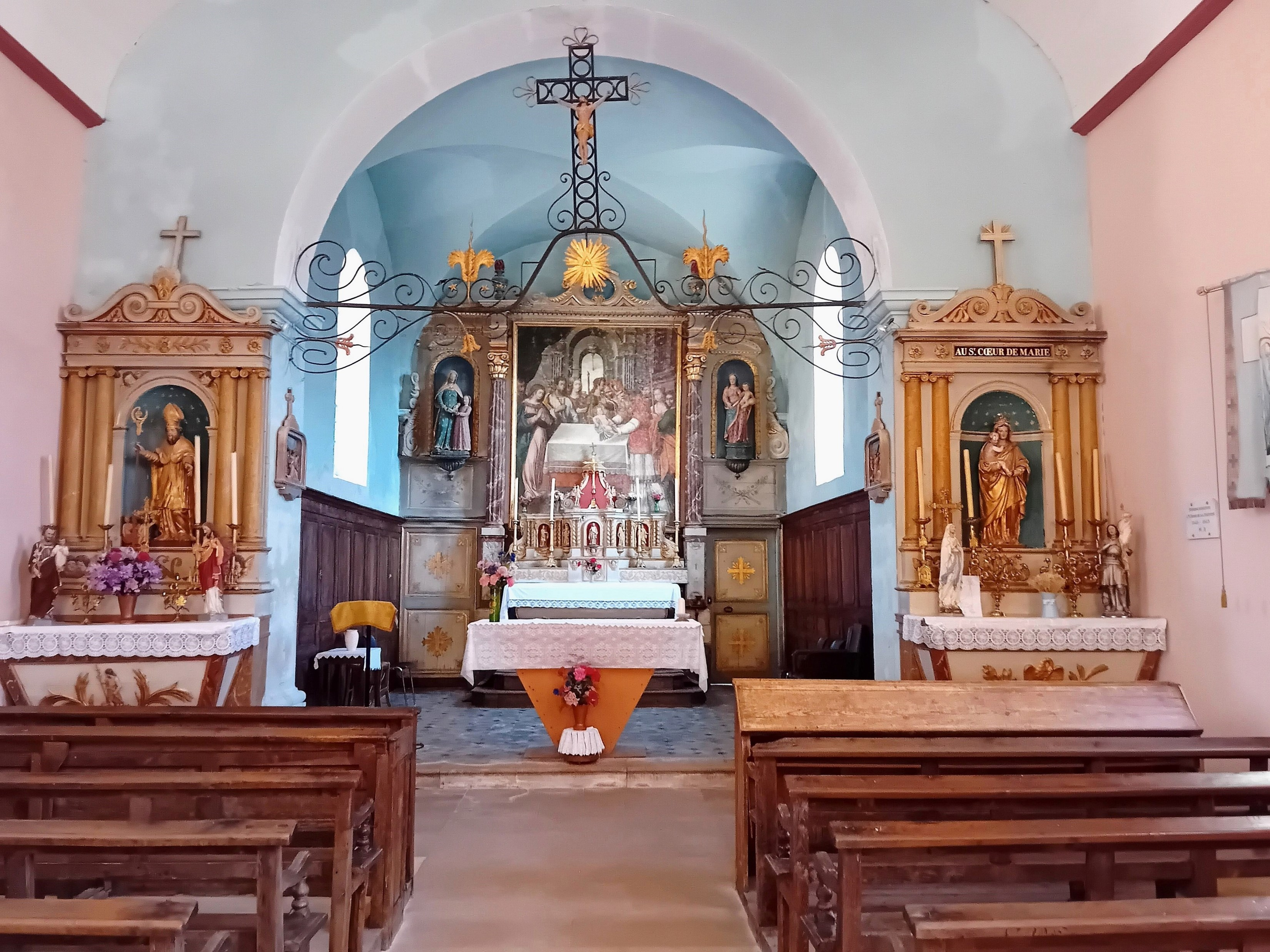
L'intérieur de l'église Notre-Dame-en-sa-Nativité.
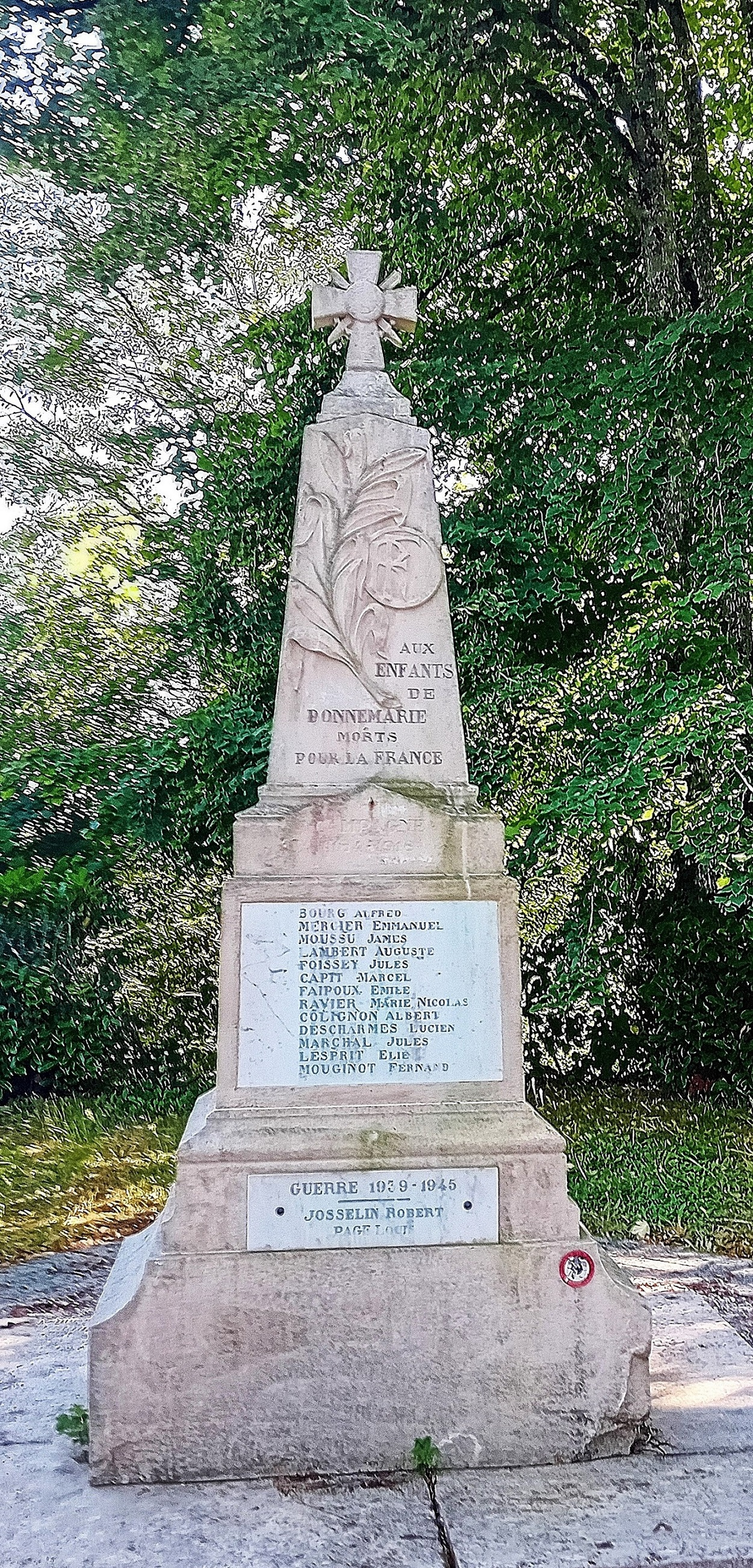
Le monument aux Morts

## Personnalités liées
- Jean-Baptiste Delarbre (1801-1879), homme politique